# Kierczewskij
Kierczewskij (ros. Керчевский) – osiedle w Rosji, w Kraju Permskim, w rejonie czerdyńskim. W 2010 liczyło 2258 mieszkańców.